# Mashimo
Mashimo is een monotypisch geslacht van spinnen uit de  familie van de Dictynidae (kaardertjes).

## Soort
- Mashimo leleupi Lehtinen, 1967